# Liste der Bodendenkmäler in Oberkotzau
Auf dieser Seite sind die Bodendenkmäler in dem oberfränkischen Markt Oberkotzau zusammengestellt. Diese Tabelle ist eine Teilliste der Liste der Bodendenkmäler in Bayern. Grundlage ist die Bayerische Denkmalliste, die auf Basis des Bayerischen Denkmalschutzgesetzes vom 1. Oktober 1973 erstmals erstellt wurde und seither durch das Bayerische Landesamt für Denkmalpflege geführt wird. Die folgenden Angaben ersetzen nicht die rechtsverbindliche Auskunft der Denkmalschutzbehörde.

## Bodendenkmäler der Gemeinde

### Bodendenkmäler in der Gemarkung Autengrün
| Lage                 | Objekt                                                           | Akten-Nr.     | Bild           |
| -------------------- | ---------------------------------------------------------------- | ------------- | -------------- |
| Autengrün (Standort) | Mittelalterlicher Turmhügel. Siehe auch: Turmhügelburg Autengrün | D-4-5737-0020 | weitere Bilder |